# Гильотина (фильм)
«Гильотина» или «Нож гильотины» (фр. Le couperet) — кинофильм режиссёра Коста-Гавраса, вышедший на экраны в 2005 году. Экранизация романа Дональда Уэстлейка The Ax (1997). Лента была номинирована на премию «Сезар» в категориях «лучший актёр» (Хосе Гарсиа) и «лучший адаптированный сценарий».

## Сюжет
Брюно Давер — 40-летний химик, который наслаждается высоким положением в крупной компании по производству бумажной продукции. Всё меняется после того, как наступает кризис и компания, перейдя в «режим экономии», сокращает множество сотрудников, включая Брюно. После года безуспешных поисков работы он впадает в отчаяние, осознав практически полную невозможность получить работу по специальности. Тогда Брюно разрабатывает новый план, чтобы повысить свои шансы: он добывает резюме своих конкурентов и решает по очереди убивать самых сильных из них...

## В ролях
- Хосе Гарсиа — Брюно Давер
- Карин Виар — Марлен Давер, жена Брюно
- Жорди Монфис — Максим Давер, сын Брюно и Марлен
- Криста Тере — Бетти Давер, дочь Брюно и Марлен
- Ульрих Тукур — Джерард Хатчинсон
- Оливье Гурме — Раймон Машефер
- Ивон Бак — Этьен Барне
- Тьерри Ансисс — инспектор Кеслер
- Ольга Грюмбер — Ирис Томпсон
- Иоланда Моро — клерк